# Andreas Dahlø Wærnes
Andreas Dahlø Wærnes (18 de septiembre de 1990) es un deportista noruego que compite en biatlón. Ganó una medalla de bronce en el Campeonato Europeo de Biatlón de 2015, en la prueba por relevos.

## Palmarés internacional
| Campeonato Europeo | Campeonato Europeo | Campeonato Europeo | Campeonato Europeo |
| Año                | Lugar              | Medalla            | Prueba             |
| ------------------ | ------------------ | ------------------ | ------------------ |
| 2015               | Otepää (Estonia)   | Medalla de bronce  | Relevos            |